# 戒牒

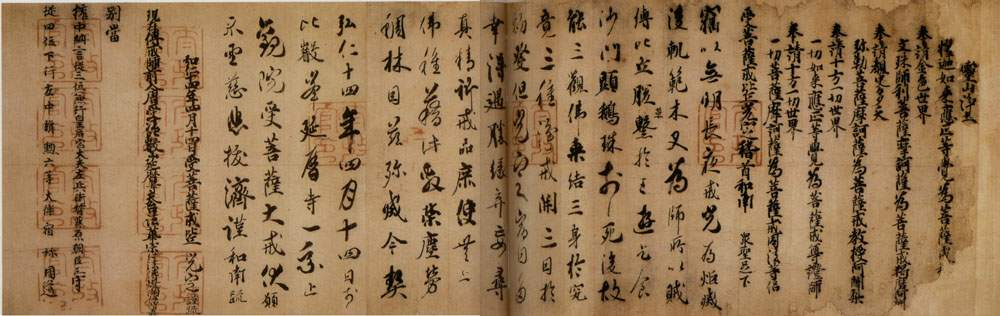
嵯峨天皇宸翰光定戒牒（国宝、延暦寺所蔵）、弘仁14年（823年）4月14日

戒牒（かいちょう）とは、国家公認の受戒に際して、国家機関によって新たに受戒した僧尼に交付される身分証のことである。僧尼受戒の公験（証明書）。
日本では、奈良時代中期の鑑真来日以後に本格的な受戒が開始されて以後発行されるようになった。受戒の際に十師（三師七証）が署名押印した戒牒を受戒者に交付した。空海の戒牒案によれば、受戒の年月日と場所、戒和上以下十師の署名に続けて、受戒者の誓いの言葉を記した。当初は戒牒交付と同時に受戒者が得度時に得た度牒は廃棄される事になっていたが、813年（弘仁4年）に「度縁戒牒の制」が改正されて度牒は廃棄せずに受戒年月をその末尾に注記させ、かつ戒牒は僧綱が治部省・玄蕃寮に送って確認の後に捺印の上に受戒者に授与された。更に882年（元慶6年）に僧正遍昭の奏請によって戒牒交付の手続を厳格化し、受戒の際に治部省・玄蕃寮から職員を派遣して確認の後、受戒者の本籍・氏名を後書に記した上に署名押印を行い僧綱を通じて交付する事になった。
平安時代後期以後受戒そのものの衰微とともに発行されなくなっていった。